# Oleh Bilyk
Oleh Stepanovyč Bilyk (in ucraino Олег Степанович Білик?; Pidvoločys'k, 11 gennaio 1998) è un calciatore ucraino, portiere dell'Epicentr.

## Carriera

### Club
Cresciuto nel settore giovanile dello Skala 1911 Stryj, debutta in prima squadra il 10 agosto 2016 in occasione dell'incontro di Coppa d'Ucraina perso 1-0 contro il Ternopil'.
Nell'estate del 2018 viene acquistato a titolo definitivo dall'Oleksandrija; debutta in Prem"jer-liha il 10 novembre 2019 nell'incontro pareggiato 0-0 contro l'Olimpik Donec'k.

### Nazionale
Ha giocato nelle nazionali giovanili ucraine Under-19 ed Under-21.

## Statistiche
Statistiche aggiornate al 7 novembre 2021.

### Presenze e reti nei club
| Stagione        | Squadra          | Campionato      | Campionato | Campionato | Coppe nazionali | Coppe nazionali | Coppe nazionali | Coppe continentali | Coppe continentali | Coppe continentali | Altre coppe | Altre coppe | Altre coppe | Totale | Totale | Totale |
| Stagione        | Squadra          | Comp            | Pres       | Reti       | Comp            | Pres            | Reti            | Comp               | Pres               | Reti               | Comp        | Pres        | Reti        | Pres   | Reti   |        |
| --------------- | ---------------- | --------------- | ---------- | ---------- | --------------- | --------------- | --------------- | ------------------ | ------------------ | ------------------ | ----------- | ----------- | ----------- | ------ | ------ | ------ |
| 2016-2017       | Skala 1911 Stryj | 1L              | 7          | -2         | CU              | 1               | -1              |                    | -                  | -                  |             | -           | -           | 8      | -3     |        |
| 2017-2018       | Skala 1911 Stryj | 2L              | 24         | -21        | CU              | 0               | 0               |                    | -                  | -                  |             | -           | -           | 24     | -21    |        |
| 2018-2019       | Oleksandrija     | PL              | 0          | 0          | CU              | 0               | 0               |                    | -                  | -                  |             | -           | -           | 0      | 0      |        |
| 2019-2020       | Oleksandrija     | PL              | 7          | -8         | CU              | 2               | -1              | UEL                | 0                  | 0                  |             | -           | -           | 9      | -9     |        |
| 2020-2021       | Oleksandrija     | PL              | 7          | -10        | CU              | 1               | -1              |                    | -                  | -                  |             | -           | -           | 8      | -11    |        |
| 2021-2022       | Oleksandrija     | PL              | 14         | -10        | CU              | 0               | 0               |                    | -                  | -                  |             | -           | -           | 14     | -10    |        |
| Totale carriera | Totale carriera  | Totale carriera | 59         | -51        |                 | 4               | -3              |                    | 0                  | 0                  |             | -           | -           | 63     | -54    |        |

## Palmarès

### Club

#### Competizioni nazionali
- Perša Liha: 1

Epicentr: 2024-2025